# Protobothrops
Protobothrops är ett släkte av ormar som ingår i familjen huggormar.
Arterna är med en längd upp till 1,5 meter eller i sällsynta fall upp till 2,5 meter stora ormar. De förekommer från Indien och Kina till Sydostasien och Japan. Habitatet varierar mellan skogar, odlade regioner och bergsängar. Släktets medlemmar äter groddjur, ödlor och mindre däggdjur. Hos arter som är mera kända lägger honor ägg.
Arter enligt Catalogue of Life:
- Protobothrops cornutus
- Protobothrops elegans
- Protobothrops flavoviridis
- Protobothrops jerdonii
- Protobothrops kaulbacki
- Protobothrops mucrosquamatus
- Protobothrops tokarensis
- Protobothrops xiangchengensis

The Reptile Database listar ytterligare 6 arter:
- Protobothrops dabieshanensis
- Protobothrops himalayanus
- Protobothrops mangshanensis
- Protobothrops maolanensis
- Protobothrops sieversorum
- Protobothrops trungkhanhensis